# Gurinhatã
Gurinhatã is een gemeente in de Braziliaanse deelstaat Minas Gerais. De gemeente telt 6.228 inwoners (schatting 2009).

## Aangrenzende gemeenten
De gemeente grenst aan Campina Verde, Ituiutaba en Santa Vitória.